# Razzie voor slechtste film
De Golden Raspberry Award voor slechtste film (ook bekend als de Razzie voor slechtste film) is een jaarlijkse filmprijs van de Golden Raspberry Awards. Het is prijs voor de slechtste speelfilm van het voorgaande jaar. Uiteindelijk worden vijf titels bekendgemaakt, die zijn genomineerd voor de prijs. Tijdens de jaarlijkse uitreiking wordt bekendgemaakt welke van deze vijf titels de prijs wint. De Razzie voor slechtste film werd in 1986, 1990 en 2012 aan twee films uitgereikt. The Emoji Movie was de eerste animatiefilm die in deze categorie was genomineerd en won. Dice Rules was de eerste documentaire genomineerd voor de prijs en Hillary's America is de eerste documentaire die hem won. Pinocchio is de enige niet-engelstalige film ooit genomineerd voor de prijs. De Britse-Italiaanse co-productie Swept Away is de enige film zonder Amerikaanse financiering die ooit won.

## Winnaars en genomineerden
| Jaar | Film |
| ---- | --- |
| 1980 | - Can't Stop the Music - Cruising - The Formula - Friday the 13th - The Jazz Singer - The Nude Bomb - Raise the Titanic - Saturn 3 - Windows - Xanadu                             |
| 1981 | - Mommie Dearest - Endless Love - Heaven's Gate - The Legend of the Lone Ranger - Tarzan, the Ape Man                                                                             |
| 1982 | - Inchon - Annie - Butterfly - Megaforce - The Pirate Movie |
| 1983 | - The Lonely Lady - Hercules - Jaws 3-D - Stroker Ace - Two of a Kind |
| 1984 | - Bolero - Cannonball Run II - Rhinestone - Sheena - Where the Boys Are |
| 1985 | - Rambo: First Blood Part II - Fever Pitch - Revolution - Rocky IV - Year of the Dragon                                                                                           |
| 1986 | - Howard the Duck - Under the Cherry Moon - Blue City - Cobra - Shanghai Surprise                                                                                                 |
| 1987 | - Leonard Part 6 - Ishtar - Jaws: The Revenge - Tough Guys Don't Dance - Who's That Girl                                                                                          |
| 1988 | - Cocktail - Caddyshack II - Hot to Trot - Mac and Me - Rambo III |
| 1989 | - Star Trek V: The Final Frontier - The Karate Kid Part III - Lock Up - Road House - Speed Zone!                                                                                  |
| 1990 | - The Adventures of Ford Fairlane - Ghosts Can't Do It - The Bonfire of the Vanities - Graffiti Bridge - Rocky V                                                                  |
| 1991 | - Hudson Hawk - Cool as Ice - Dice Rules - Nothing But Trouble - Return to the Blue Lagoon                                                                                        |
| 1992 | - Shining Through - The Bodyguard - Christopher Columbus: The Discovery - Final Analysis - Newsies                                                                                |
| 1993 | - Indecent Proposal - Body of Evidence - Cliffhanger - Last Action Hero - Sliver                                                                                                  |
| 1994 | - Color of Night - North - On Deadly Ground - The Specialist - Wyatt Earp |
| 1995 | - Showgirls - Congo - It's Pat - The Scarlet Letter - Waterworld |
| 1996 | - Striptease - Barb Wire - Ed - The Island of Dr. Moreau - The Stupids |
| 1997 | - The Postman - Anaconda - Batman & Robin - Fire Down Below - Speed 2: Cruise Control                                                                                             |
| 1998 | - An Alan Smithee Film: Burn Hollywood Burn - Armageddon - The Avengers - Godzilla - Spice World                                                                                  |
| 1999 | - Wild Wild West - Big Daddy - The Blair Witch Project - The Haunting - Star Wars: Episode I: The Phantom Menace                                                                  |
| 2000 | - Battlefield Earth - Book of Shadows: Blair Witch 2 - The Flintstones in Viva Rock Vegas - Little Nicky - The Next Best Thing                                                    |
| 2001 | - Freddy Got Fingered - Driven - Glitter - Pearl Harbor - 3000 Miles to Graceland                                                                                                 |
| 2002 | - Swept Away - The Adventures of Pluto Nash - Crossroads - Pinocchio - Star Wars: Episode II: Attack of the Clones                                                                |
| 2003 | - Gigli - The Real Cancun - The Cat in the Hat - Charlie's Angels: Full Throttle - From Justin to Kelly                                                                           |
| 2004 | - Catwoman - Alexander - Superbabies: Baby Geniuses 2 - Surviving Christmas - White Chicks                                                                                        |
| 2005 | - Dirty Love - Deuce Bigalow: European Gigolo - The Dukes of Hazzard - House of Wax - Son of the Mask                                                                             |
| 2006 | - Basic Instinct 2 - BloodRayne - Lady in the Water - Little Man - The Wicker Man                                                                                                 |
| 2007 | - I Know Who Killed Me - Bratz - Daddy Day Camp - I Now Pronounce You Chuck and Larry - Norbit                                                                                    |
| 2008 | - The Love Guru - Disaster Movie en Meet the Spartans - The Happening - The Hottie and the Nottie - In the Name of the King: A Dungeon Siege Tale                                 |
| 2009 | - Transformers: Revenge of the Fallen - All About Steve - G.I. Joe: The Rise of Cobra - Land of the Lost - Old Dogs                                                               |
| 2010 | - The Last Airbender - The Bounty Hunter - Sex and the City 2 - The Twilight Saga: Eclipse - Vampires Suck                                                                        |
| 2011 | - Jack and Jill - Bucky Larson: Born to Be a Star - New Year's Eve - Transformers: Dark of the Moon - The Twilight Saga: Breaking Dawn Part 1                                     |
| 2012 | - The Twilight Saga: Breaking Dawn Part 2 - Battleship - The Oogieloves in the Big Balloon Adventure - That's My Boy - A Thousand Words                                           |
| 2013 | - Movie 43 - After Earth - Grown Ups 2 - The Lone Ranger - A Madea Christmas |
| 2014 | - Saving Christmas - Left Behind - The Legend of Hercules - Teenage Mutant Ninja Turtles - Transformers: Age of Extinction                                                        |
| 2015 | - Fantastic Four - Fifty Shades of Grey - Jupiter Ascending - Paul Blart: Mall Cop 2 - Pixels                                                                                     |
| 2016 | - Hillary's America: The Secret History of the Democratic Party - Batman v Superman: Dawn of Justice - Dirty Grandpa - Gods of Egypt - Independence Day: Resurgence - Zoolander 2 |
| 2017 | - The Emoji Movie - Baywatch - Fifty Shades Darker - The Mummy - Transformers: The Last Knight                                                                                    |
| 2018 | - Holmes & Watson - Gotti - The Happytime Murders - Robin Hood - Winchester |
| 2019 | - Cats - The Fanatic - The Haunting of Sharon Tate - A Madea Family Funeral - Rambo: Last Blood                                                                                   |
| 2020 | - Absolute Proof - 365 Dni - Dolittle - Fantasy Island - Music |
| 2021 | - Diana the Musical - Infinite - Karen - Space Jam: A New Legacy - The Woman in the Window                                                                                        |
| 2022 | - Blonde - Good Mourning - The King's Daughter - Morbius - Pinocchio |
| 2023 | - Winnie-the-Pooh: Blood and Honey - The Exorcist: Believer - Expend4bles - Meg 2: The Trench - Shazam! Fury of the Gods                                                          |
| 2024 | - Madame Web - Borderlands - Joker: Folie à Deux - Megalopolis - Reagan |

1980 Can't Stop the Music · 
1981 Mommie Dearest  · 
1982 Inchon ·
1983 The Lonely Lady ·
1984 Bolero ·
1985 Rambo: First Blood Part II ·
1986 Howard the Duck / Under the Cherry Moon ·
1987 Leonard Part 6 · 
1988 Cocktail ·
1989 Star Trek V: The Final Frontier · 
1990 The Adventures of Ford Fairlane / Ghosts Can't Do It ·
1991 Hudson Hawk · 
1992 Shining Through · 
1993 Indecent Proposal · 
1994 Color of Night · 
1995 Showgirls · 
1996 Striptease · 
1997 The Postman · 
1998 An Alan Smithee Film: Burn Hollywood Burn · 
1999 Wild Wild West · 
2000 Battlefield Earth · 
2001 Freddy Got Fingered · 
2002 Swept Away · 
2003 Gigli · 
2004 Catwoman · 
2005 Dirty Love · 
2006 Basic Instinct 2 · 
2007 I Know Who Killed Me · 
2008 The Love Guru · 
2009 Transformers: Revenge of the Fallen · 
2010 The Last Airbender · 
2011 Jack and Jill · 
2012 The Twilight Saga: Breaking Dawn Part 2 · 
2013 Movie 43 · 
2014 Saving Christmas · 
2015 Fantastic Four / Fifty Shades of Grey ·
2016 Hillary's America: The Secret History of the Democratic Party ·
2017 The Emoji Movie ·
2018 Holmes & Watson ·
2019 Cats ·
2020 Absolute Proof ·
2021 Diana · 
2022 Blonde · 
2023 Winnie-the-Pooh: Blood and Honey · 
2024 Madame Web
1980 ·
1981 ·
1982 ·
1983 ·
1984 ·
1985 ·
1986 ·
1987 ·
1988 ·
1989 ·
1990 ·
1991 ·
1992 ·
1993 ·
1994 ·
1995 ·
1996 ·
1997 ·
1998 ·
1999 ·
2000 ·
2001 ·
2002 ·
2003 ·
2004 ·
2005 ·
2006 ·
2007 ·
2008 ·
2009 ·
2010 ·
2011 ·
2012 ·
2013 ·
2014 ·
2015 ·
2016 ·
2017 ·
2018 ·
2019 ·
2020 ·
2021 ·
2022 ·
2023 ·
2024